# Estoher
Estoher (katalanisch Estoer) ist eine französische Gemeinde mit 154 Einwohnern (Stand 1. Januar 2022) im Département Pyrénées-Orientales in der Region Okzitanien. Sie gehört zum Arrondissement Prades und zum Kanton Le Canigou.

## Lage
Nachbargemeinden von Estoher sind Espira-de-Conflent im Norden, Finestret im Nordosten, Baillestavy im Osten, Valmanya im Süden, Taurinya im Südwesten, Clara-Villerach im Westen sowie Marquixanes und Los Masos im Nordwesten. Das Gemeindegebiet wird vom Flüsschen Llech durchquert, einem Zufluss der Lentilla.

## Bevölkerungsentwicklung
| Jahr      | 1962 | 1968 | 1975 | 1982 | 1990 | 1999 | 2013 |
| Einwohner | 160  | 165  | 127  | 115  | 124  | 134  | 155  |

## Sehenswürdigkeiten
- Romanische Kirche Saint-Étienne in Estoher
- Romanische Kirche Saint-Jean in Seners
- Gorges du Llech